# Tim Patrick
Timothy Mychael „Tim“ Patrick (geboren am 23. November 1993 in San Diego, Kalifornien) ist ein US-amerikanischer American-Football-Spieler auf der Position des Wide Receivers. Er spielte College Football für die University of Utah und steht bei den Detroit Lions in der National Football League (NFL) unter Vertrag. Zuvor spielte Patrick von 2017 bis 2023 für die Denver Broncos.

## College
Patrick besuchte die University City High School in seiner kalifornischen Heimatstadt San Diego und ging anschließend zwei Jahre lang auf das Grossmont College, ein Community College in El Cajon. Im Jahr 2014 wechselte er auf die University of Utah, an der er College Football für die Utah Utes spielte. Bei den Utes bestritt er 2014 neun Spiele, davon vier als Starter, in denen er 16 Pässe für 177 Yards fing. Gegen die Oregon Ducks zog er sich einen komplizierten Bruch am linken Bein zu, weswegen er auch die folgende Saison fast vollständig verpasste. Ein Comebackversuch bei der Partie gegen die Utah State Aggies scheiterte und blieb sein einziger Einsatz in der Saison 2015, wodurch ihm das Jahr als Medical Redshirt angerechnet werden konnte. Mit 20 gefangenen Pässen für 385 Yards in den ersten vier Spielen startete Patrick überzeugend in die Saison 2016, wurde dann allerdings erneut von einer Verletzung ausgebremst, als er sich den Knöchel verstauchte. Er fing in seinem letzten College-Jahr insgesamt 45 Pässe und erzielte damit 711 Yards und fünf Touchdowns, jeweils Bestwert bei den Utes.

## NFL
Patrick wurde im NFL Draft 2017 nicht ausgewählt und anschließend als Undrafted Free Agent von den Baltimore Ravens unter Vertrag genommen. Dort konnte er sich nicht durchsetzen und wurde am 30. Juli 2017 entlassen. Tags darauf nahmen die San Francisco 49ers Patrick über die Waiver-Liste unter Vertrag. Bei den 49ers wurde er im Rahmen der Kaderverkleinerung auf 53 Spieler am 1. September entlassen.
Am 21. Oktober 2017 nahmen die Denver Broncos Patrick für ihren Practice Squad unter Vertrag. Für die Saison 2018 unterschrieb er erneut bei den Broncos. Er schaffte es in den Kader für die Regular Season und spielte zunächst vorwiegend in den Special Teams. Da Emmanuel Sanders für die letzten vier Partien der Saison ausfiel, nahm Patrick eine größere Rolle in der Offense ein. Insgesamt fing er 23 Pässe für 315 Yards und einen Touchdown. Beim Auftaktspiel der Saison 2019 gegen die Oakland Raiders brach Patrick sich die Hand und konnte daher erst am elften Spieltag wieder eingesetzt werden. Er konnte in acht Partien 16 Pässe für 218 Yards fangen. Begünstigt durch den verletzungsbedingten Ausfall von Courtland Sutton nach dem ersten Spieltag war Patrick 2020 eine der wichtigsten Anspielstationen in der Offense von Denver. In 15 Partien erzielte er bei 51 gefangenen Pässen 742 Yards Raumgewinn und sechs Touchdowns. Vor der Saison 2021 hielten die Broncos Patrick mit einem Second-Round Tender.
Im November 2021 einigte Patrick sich mit den Broncos auf eine Vertragsverlängerung um drei Jahre im Wert von bis zu 34,5 Millionen US-Dollar. Er erzielte 2021 bei 53 gefangenen Pässen 734 Raumgewinn und fünf Touchdowns. Am 2. August 2022 zog Patrick sich in der Saisonvorbereitung einen Kreuzbandriss zu, mit dem er für die gesamte Saison 2022 ausfiel. Die Saison 2023 verpasste Patrick ebenfalls wegen einer Verletzung aus dem Trainingscamp, aufgrund eines Achillessehnenrisses wurde er am 2. August 2023 auf die Injured Reserve List gesetzt.
Im August 2024 wurde Patrick im Rahmen der Kaderverkleinerung auf 53 Spieler von den Broncos entlassen und schloss sich daraufhin dem Practice Squad der Detroit Lions an. Dort fand er später den Weg in den aktiven Kader der Lions und fing 33 Pässe für 394 Yards und drei Touchdowns. Im März 2025 unterschrieb Patrick für ein weiteres Jahr in Detroit.

## NFL-Statistiken
| Saison                             | Team           | Spiele                        | Spiele                        | Receiving                     | Receiving                     | Receiving                     | Receiving                     | Receiving                     | Fumbles                       | Fumbles                       |                               |
| Saison                             | Team           | GP                            | GS                            | Rec                           | Yds                           | Avg                           | Lng                           | TD                            | Fum                           | Lost                          |                               |
| ---------------------------------- | -------------- | ----------------------------- | ----------------------------- | ----------------------------- | ----------------------------- | ----------------------------- | ----------------------------- | ----------------------------- | ----------------------------- | ----------------------------- | ----------------------------- |
| 2018                               | Denver Broncos | 16                            | 4                             | 23                            | 315                           | 13,7                          | 26                            | 1                             | 2                             | 1                             |                               |
| 2019                               | Denver Broncos | 8                             | 2                             | 16                            | 218                           | 13,6                          | 38                            | 0                             | 0                             | 0                             |                               |
| 2020                               | Denver Broncos | 15                            | 15                            | 51                            | 742                           | 14,5                          | 61                            | 6                             | 0                             | 0                             |                               |
| 2021                               | Denver Broncos | 16                            | 16                            | 53                            | 734                           | 13,8                          | 44                            | 5                             | 0                             | 0                             |                               |
| 2022                               | Denver Broncos | kein Einsatz wegen Verletzung | kein Einsatz wegen Verletzung | kein Einsatz wegen Verletzung | kein Einsatz wegen Verletzung | kein Einsatz wegen Verletzung | kein Einsatz wegen Verletzung | kein Einsatz wegen Verletzung | kein Einsatz wegen Verletzung | kein Einsatz wegen Verletzung | kein Einsatz wegen Verletzung |
| 2023                               | Denver Broncos | kein Einsatz wegen Verletzung | kein Einsatz wegen Verletzung | kein Einsatz wegen Verletzung | kein Einsatz wegen Verletzung | kein Einsatz wegen Verletzung | kein Einsatz wegen Verletzung | kein Einsatz wegen Verletzung | kein Einsatz wegen Verletzung | kein Einsatz wegen Verletzung | kein Einsatz wegen Verletzung |
| 2024                               | Detroit Lions  | 16                            | 9                             | 33                            | 394                           | 11,9                          | 42                            | 3                             | 0                             | 0                             |                               |
| Total                              | Total          | 71                            | 46                            | 176                           | 2403                          | 13,7                          | 61                            | 15                            | 2                             | 1                             |                               |
| Quelle: pro-football-reference.com |                |                               |                               |                               |                               |                               |                               |                               |                               |                               |                               |